# Марке, Жан-Кристоф
Жан-Кристо́ф Марке́ (фр. Jean-Christophe Marquet; род. 27 апреля 1974, Марсель) — французский футболист, защитник. Известен по выступлениям за «Олимпик Марсель». Победитель Лиги чемпионов УЕФА 1992/1993. Брат полузащитника Патриса Марке, выступавшего за «Пари Сен-Жермен».

## Клубная карьера
Марке — воспитанник клуба «Олимпик Марсель», в академию которого он пришёл в шестилетнем возрасте. 2 октября 1991 года в матче против «Унион Люксембург» он дебютировал в Кубке европейских чемпионов. В сезоне 1992/1993 сыграл в ответном матче против североирландского «Гленторана» в розыгрыши Лиги чемпионов УЕФА 1992/1993; в финальной части турнира не попал в заявку. Финальный матч против итальянского «Милана» смотрел на трибунах, после финального свистка спустился на поле и праздновал победу «Олимпика».
В 1998 году был арендован клубом «Генгам». 10 января дебютировал за клуб в матче Дивизиона 1 против «Монпелье». В том же году на правах свободного агента перешёл в итальянский «Дженоа». 6 сентября в матче против «Аталанты» он дебютировал во втором дивизионе.
После возвращения в «Олимпик Марсель» выступал за клубы низших французских дивизионов. В 27 лет был вынужден завершить карьеру из-за мышечного заболевания компартмент-синдром. После завершения карьеры основал спортивный клуб в котором выступают в разных видах спорта.